# Splatterhouse (videogioco 2010)
Splatterhouse è un videogioco picchiaduro sviluppato e pubblicato dalla Namco Bandai per PlayStation 3 ed Xbox 360. È stato pubblicato in America del Nord il 23 novembre 2010 ed in Europa il 26 novembre 2010. Si tratta di un remake di Splatterhouse, celebre videogioco arcade pubblicato nel 1988. Come gli altri capitoli della serie, Il gioco combina gli elementi dei picchiaduro con i temi del cinema horror.

## Trama

Una schermata del videogioco

Una ragazza di nome Jennifer viene chiamata a casa del Dr. West, professore di Necrobiologia, per raccogliere una sua intervista per il giornale scolastico e il suo fidanzato Rick decide di accompagnarla. Una volta all'interno della casa, Rick e Jennifer vengono assaliti dai mostri creati dal Dr. West, che rapiscono Jennifer e feriscono mortalmente Rick, il quale nella colluttazione apre accidentalmente un sarcofago da cui cade una maschera. Mentre sta per morire Rick sente la maschera chiamarlo e comunicargli che se la indosserà, grazie ai suoi poteri, potranno salvare Jennifer insieme. Non avendo alternative oltre alla morte, Rick indossa la maschera e si trasforma in una bestia umanoide dalla forza sovrumana in grado di diventare più forte con il sangue delle creature che uccide. Rick si mette quindi sulle tracce del Dr. West e della sua ragazza Jennifer, viaggiando attraverso la casa infestata da creature abominevoli e mostruose. Arrivato quasi dal Dr. West e Jennifer, Rick si scontra con un Poltergeist dentro una bambola, il quale usa i mobili della stanza per diventare un'enorme creatura di legno umanoide. Dopo molti scontri tra i piani della casa Rick prende la bambola dal suo enorme corpo e la distrugge. Trovati finalmente West e Jennifer, il folle dottore rimane come sconvolto vedendolo per quello che è ma, poi gli intima di non seguirlo, scomparendo con la ragazza in una sorta di portale; Rick, d'altro canto, vi si precipita anche lui.
Il portale lo conduce, secondo quanto gli dice la maschera, in un futuro alternativo, dove il mondo è stato distrutto dai Corrotti, esseri mostruosi che anelano alla distruzione dei mondi che trovano; la maschera afferma che per fare ciò gli servono un uomo tanto folle da fare un patto con loro per preparare le loro armate ed evocarli; quell'uomo, adesso, è il Dr. West. Rick si addentra in un oscuro mattatoio, dove, oltre a usare gli attrezzi e le varie macchine come strumenti di tortura, sente una sorta di presenza intorno a lui: quando si trova dentro un ascensore ecco che il suo presentimento si avvera: l'ascensore viene bloccato dal Biggy Man, un essere con un sacco di juta in testa e due motoseghe come protesi delle mani. Nonostante la pericolosità del nuovo avversario Rick riesce, apparentemente, ad atterrarlo; improvvisamente, però, le luci si spengono, e il Biggy Man si trova sotto Rick, e lo fa cadere aprendo un buco. Rick vede finalmente Jennifer con il Dr. West, ma proprio in quel momento un portale li fa sparire e al loro posto compare di nuovo il Biggy Man; Rick, deciso a fare sul serio, si scontra in un combattimento all'ultimo sangue con il suo avversario, dal quale riesce a strappargli una motosega che la usa per infliggerli gravi ferite, per poi finirlo. Attraversato il portale, Rick si ritrova nelle fondamenta della magione di West, dove il dottore ha usato monumenti e templi Maya, anche come luogo di culto per i Corrotti. Rientrato all'interno della casa, Rick vi si addentra sempre di più, scoprendo che la casa è fatta sia di pietra che di carne: questo perché il luogo è stato influenzato dai Corrotti, e ora la casa è come se fosse viva.
Arrivato dentro un gigantesco laboratorio sotterraneo, Rick ritrova il Dr. West e Jennifer; il dottore, stavolta, si complimenta con lui, facendogli capire che con la maschera è diventato un mostruoso assassino, e che Jennifer potrebbe non volerlo più accanto a lei; approfittando della distrazione di Rick, West gli sguinzaglia contro l'ennesima sua creazione, l'Experiment 765, ma anche quest'abominazione viene uccisa dalla furia di Rick. Come ultimo asso nella manica, West apre un portale che teletrasporta Rick di nuovo nel futuro, in un Luna Park. Questo posto, all'inizio disabitato, si scoprirà essere pieno di creature spaventose, dove tra l'altro Rick si scontrerà con il riflesso malvagio di Jennifer e di se stesso. Fuggito dal Luna Park, Rick si ritrova di nuovo dentro la casa di West, ma di lui sembra non esserci traccia. All'improvviso, Rick sente dentro la sua testa la voce di West di molti anni fa: lui un tempo era uno stimato chirurgo della città di Arkham, ma purtroppo sua moglie, Leonora, morì per il colera. West, distrutto per la morte della moglie, cominciò ad avere folli visioni che gli intimarono di riportarla in vita; l'esperimento riuscì, ma Leonora si tramutò in un mostro che cominciò a terrorizzare la città; West, ancora più sconvolto per quello che aveva fatto, decise di rinchiudere la moglie dentro la casa. Nel frattempo, sempre più vicino a scoprire la verità, Rick si trova nei sotterranei, dove scopre finalmente il cuore della casa. Distrutto il cuore la casa cessa di esistere ma un portale risucchia Rick, stavolta nel passato, dove diventerà una figura chiave nella vita di West: infatti, West, a causa di un inganno dei cittadini di Arkham, si era allontanato dalla casa, ma un presentimento cominciò a nascere in lui; mosso dal dubbio West ritornò alla sua casa e vide su una scogliera un enorme uomo di legno, circondato da una folla inferocita, con dentro Leonora, etichettata dagli abitanti come strega.
West pregò che alla sua amata non venisse fatto del male, e qualcosa rispose alla sua chiamata, che trasformò la popolazione in orribili mostri feroci. Rick (credendo che la donna fosse Jennifer), grazie all'aiuto della maschera (che riesce ad aprire dei portali), arriva sulla scogliera dove elimina i mostri ma non fa in tempo a salvare Leonora, tuttavia la donna si trasforma nel mostro che è e viene brutalmente uccisa da Rick; il ragazzo e la maschera varcano il portale lasciandosi quella notte alle spalle. Tuttavia West, capendo che ormai aveva perso tutto per colpa dell'ignoranza dell'umanità, offre la sua esistenza ai Corrotti in modo che lo aiutino a vendicarlo di tutto il mondo intero, in particolare del carnefice mascherato di sua moglie. Rick ritorna nel presente, dove vede che la Terra si sta sgretolando per l'arrivo dei Corrotti. Questa volta Rick arriva appena in tempo e ferma West che sta per sacrificare Jennifer in occasione dell'eclissi che evocherà i Corrotti.
Qualcosa, però, non va: l'eclissi continua a formarsi. A questo punto la maschera "getta la maschera": egli, un tempo, era stato costretto a servire i Corrotti tra atroci sofferenze, alla fine era riuscito a fuggire da loro, ma la vendetta era così forte che cominciò a cercare un corpo e il momento adatto per metterla in atto: infatti, per evocare i Corrotti, non serve un sacrificio, ma diecimila sacrifici, e Rick, per tutto questo tempo, è stato solo il carnefice. Tutti i cadaveri che Rick ha lasciato sulla sua strada si uniscono per creare un corpo adatto però al leader dei Corrotti, un'occasione che la maschera non si lascerà scappare. Rick, disgustato per l'inganno ma comprendendo il suo "amico", distrugge l'orrendo cumulo di cadaveri. Ma le cose non sono finite: ad insaputa di Rick (ma non della maschera) lo spirito del leader dei Corrotti trova rifugio dentro Jennifer, impedendo, di conseguenza, a Rick di scogliere il patto con la maschera. Il finale viene lasciato aperto, facendo presumere che le avventure di Rick per salvare la sua amata Jennifer non si sono concluse.

## Modalità di gioco
Il nuovo Splatterhouse è caratterizzato dalla quantità di sangue che scorrerà a fiumi sullo schermo del giocatore; si avrà la possibilità di lacerare i nemici in diversi modi, potendo eseguire anche un colpo di grazia finale, detto "Splatterkill", molto violento e spettacolare, mediante la corretta esecuzione di un Quick Time Event. Rick avrà la possibilità di risucchiare il sangue dei nemici per curare le proprie ferite, inoltre con l'accumulo di punti-sangue potrà acquistare, attraverso l'apposito menù, nuove mosse di combattimento o ampliare le barre della salute e della necroenergia della maschera. Disponibile anche una forma più potente e demoniaca di Rick, detta "Modalità Berserker", attivabile con almeno tre slot della barra della necroenergia pieni.
Sono presenti anche sezioni a scorrimento orizzontale che ricalcano e omaggiano i videogiochi arcade originali di Splatterhouse.

## Nemici
- Studenti: degli studenti trasformati in zombie dal dottor West, attaccano a mani nude o tentando di afferrare Rick.
- Macellai: zombie con un grembiule blu e pelle bianca, attaccano a mani nude e con asce.
- Clown: scheletrici, attaccano con mosse di breakdance o sputando fuoco giallo.
- Anfibi: simili a uomini-pesce, si possono teletrasportare e sputare ragnatele tossiche.
- Infuocati: simili agli studenti, è impossibile toccarli senza subire danni e conviene usare su di loro delle armi.
- Ghast: mostri rettiliformi con una mazza al posto di una mano, sono i nemici più comuni e attaccano sempre in gruppo.
- Demon Ghast: ghast albini con spine rosse, sono più forti e veloci.
- Kamikaze Ghast: simili ai Ghast, ma privi di spine e mazza, il loro unico attacco consiste nel farsi esplodere.
- Homini: piccoli umanoidi scheletrici con lunghi artigli, attaccano in grandi gruppi ma sono molto deboli. Ve ne è una forma potenziata di colore blu molto più forte.
- Poltergeist: un poltergeist/bambola che si è creato un'armatura di mobili, attacca con mosse di pura potenza fisica ed è uno dei pochi boss veri e propri.
- Morlock: esseri piccoli e veloci con dei tentacoli sulla testa, attaccano piombando su Rick dall'alto.
- Teratoid: dei demoni con grosse corna e una frusta al posto del braccio destro che possono rafforzare i nemici, sono abbastanza forti tanto da avere una propria barra della vita.
- Demon Teratoid: versione potenziata del Teratoid, nera con alcune parti del corpo rosse, più forte e veloce.
- Aegis: calamari fluttuanti con un occhio solo, sono resistenti e rendono gli altri nemici invincibili. Possono teletrasportarsi, quindi conviene usare su di loro le mosse di scatto.
- Mouth Guardian: delle bocche enormi, bisogna saziare la loro fame per poter passare.
- Eye Guardian: degli occhi giganti, bisogna strapparli per passare ma possono difendersi chiudendo le palpebre per mutilare Rick.
- Biggy Man: presente anche nello Splatterhouse originale, è un mostro con un sacco in testa e delle motoseghe al posto delle mani. Lo si affronta prima in 2D e bisogna sconfiggerlo usando il fucile. Poi attaccherà corpo a corpo e infine Rick gli staccherà un braccio/motosega con cui lo decapita.
- Abhore: mostri deformi con un braccio/mazza batterico e il collo allungabile, sono molto forti ma anche molto lenti.
- Demon Abhore: versione più forte dell'abhore, è nero con chiazze rosse.
- Beast: mostri simili ad un incrocio felino/pesce, attaccano caricando Rick e sono abbastanza insidiosi.
- Spitter: enormi feti ancorati alle pareti, attaccano sputando acido.
- Boreworm: vermi innocui che escono dalle casse, sono necessari per accumulare punti sangue.
- Giant Boreworm: enormi vermi che escono dal suolo e attaccano a testate.
- Mirror Jen: cloni zombie di Jen, sono agili ma piuttosto deboli.
- Mirror Rick: clone demoniaco di Rick, combatte con le sue mosse o con le mosse della maschera.
- Mirror Berserker: questi Mirror Rick si possono trasformare in Berserker.
- Experiment 765: un enorme mostro simile ad un gorilla, attacca con un martello elettrico che ha al posto di una mano, è molto forte e difficile da battere.
- Overlord: un enorme ammasso di cadaveri e tentacoli, è il leader dei Corrotti e lancerà contro Rick molti nemici comuni, per poi tentare di calpestarlo. Finirà ammazzato.

## Contenuti extra
Man mano che si procede nella storia principale, completando i 12 capitoli che la compongono, si sbloccheranno degli extra:
- Classici: sono disponibili da giocare i tre capitoli originali degli anni '80 e '90 di Splatterhouse, in versione completa, completando alcuni capitoli della modalità storia.
- Maschera Bonus: si sblocca una volta completato l'ultimo livello. Si potrà poi scegliere di indossarla al posto di quella standard. Il design di questa maschera bonus è differente fra PS3 e Xbox360. Si possono scaricare altre maschere a pagamento dal Playstation Store e dall'Xbox Live, ma solo negli Stati Uniti.
- Oggetti Raccolti: si possono ammirare le foto di Jennifer e leggere le pagine sbloccate del diario del dottor West.

Sono inoltre disponibili per l'acquisto le Arene di Sopravvivenza: sono in tutto sei e in ognuna di esse bisognerà combattere e sopravvivere a venti ondate di nemici; inoltre in ciascuna arena, così come nei livelli principali, ci sarà una foto di Jen da ricomporre e vi saranno dieci missioni segrete da portare a termine (ad es. rimanere illeso per 1 minuto oppure effettuare 5 Splatterkill).

## Colonna sonora
Il gioco vanta una colonna sonora composta prettamente da brani metal di famose band. Questa è la tracklist:
1. Pounding Nails - The Accüsed (03:08)
2. Dream Song - ASG (03:49)
3. Must Kill - Cavalera Conspiracy (04:50)
4. Dying Breed - Five Finger Death Punch (02:55)
5. Apocalyptic Havoc - Goatwhore (03:16)
6. Hollow Ground - The Haunted (04:10)
7. Fire, Flood & Plague - High on Fire (06:08)
8. Dead Eyes - Invisible Enemies (05:21)
9. Walk With Me in Hell - Lamb of God (05:11)
10. Blood and Thunder - Mastodon (03:49)
11. Rigorous Vengeance - Municipal Waste (02:13)
12. Morbid Dismemberment - Mutant Supremacy (03:14)
13. Dead Shall Rise - Terrorizer (03:32)
14. Headlong Into Monsters - WolfShirt (03:18)

## Accoglienza e critica
Il gioco ha ricevuto critiche contrastanti. Il pubblico ha generalmente apprezzato l'esperienza videoludica mentre parte della critica specializzata è stata piuttosto dura.
SpazioGames.it dà come voto 5.5, lodando l'ottima realizzazione delle sequenze 2D e la possibilità di giocare in versione completa gli originali arcade, ma critica pesantemente il design dei livelli definito grezzo, il combattimento banale e ripetitivo e alcuni momenti di gioco frustranti.
Multiplayer.it assegna a Splatterhouse un 7.5 (contro l'8.1 dei lettori), dando un giudizio positivo alla storia coinvolgente, alla violenza del titolo ben orchestrata e al comparto tecnico "di grande spessore". Un giudizio negativo riguarda invece il calo di frame rate, i caricamenti troppo lunghi (e addirittura definiti "scellerati") e la presenza di passaggi frustranti.
La rivista Play Generation diede alla versione per PlayStation 3 un punteggio di 78/100, apprezzando l'azione senza tregua, che vantava di un buon numero di attacchi e tante citazioni dai classici e come contro il fatto che fosse ripetitivo, graficamente mediocre e con tempi di caricamento molto lunghi, finendo per trovarlo un gioco che presentava tanta azione, tanto gore, creato apposta per gli amanti del genere e dei vecchi classici, ma per chi non fosse un fanatico di tali categorie avrebbe trovato di meglio in giro.
Namco aveva inizialmente previsto una vendita di copie di Splatterhouse pari a un milione di unità circa ma, alla luce delle recensioni non troppo favorevoli e del primo periodo di vendite deludenti, ha ridimensionato le aspettative stimando una vendita di 350.000 unità.